# زخم‌های ارمنستان

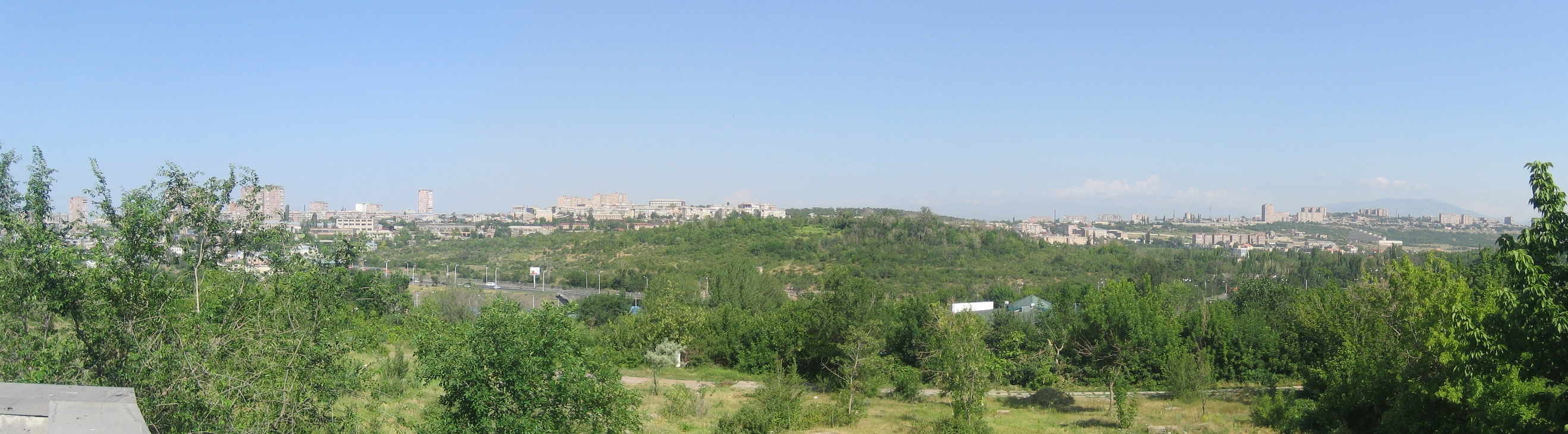
ناحیه کاناکر زیتون

زخم‌های ارمنستان (ارمنی: Վերք Հայաստանի Verk Hayastani) نخستین رمان سکولار به زبان ارمنی می‌باشد که توسط خاچاطور آبوویان «پدر ادبیات مدرن ارمنی » (ارمنی: Արևելյան աշխարհաբար) نگاشته شده است.
این رمان که در سال ۱۸۴۱ میلادی نوشته شده و برای نخستین بار در سال ۱۸۵۸ در تفلیس منتشر شد دربارهٔ سرنوشت اندوهناک مردم ارمنی در زمان جنگ‌های ایران و روس طی سال‌های ۱۸۲۶ تا ۱۸۲۸ میلادی است.